# 抓喜秀龙镇
抓喜秀龙镇，原为抓喜秀龙乡，是中华人民共和国甘肃省武威市天祝藏族自治县下辖的一个乡镇级行政单位。2018年3月撤乡设镇。区划代码改为620623130。

## 行政区划
抓喜秀龙镇下辖以下地区：
永丰村、炭窑沟村、红疙瘩村、代乾村和南泥沟村。